# Воздушно-десантные войска Российской Федерации
Возду́шно-деса́нтные войска́ (ВДВ) — отдельный род войск Вооружённых сил Российской Федерации, предназначенный для охвата противника по воздуху и выполнения задач в его тылу по нарушению управления войсками, захвату и уничтожению наземных элементов высокоточного оружия, срыву выдвижения и развертывания резервов, нарушению работы тыла и коммуникаций, а также по прикрытию отдельных направлений, районов, открытых флангов, блокированию и уничтожению высаженных воздушных десантов, прорвавшихся группировок противника и выполнения других задач.

Средняя эмблема ВДВ России

Воздушно-десантные войска являются резервом Верховного Главнокомандующего Вооружёнными Силами. Войска подчиняются Командующему ВДВ и состоят из органов военного управления, соединений, частей и учреждений.
Командующий ВДВ — генерал-полковник Михаил Теплинский
Код номерных знаков транспортных средств ВДВ — 67.
Главный храм — Храм Благовещения Пресвятой Богородицы в Сокольниках.

## История
Свою историю ВДВ Российской Федерации ведут от соединений и частей ВДВ СССР, большинство из которых досталась ей при разделе ВС СССР после распада СССР.

### ВДВ СССР
26 июля 1930 года во время сборов авиации (военно-воздушных сил (ВВС)) Московского военного округа на воронежском аэродроме был выполнен Л. Г. Миновым показательный прыжок с парашютом, вслед за ним свои первые прыжки выполнили ещё несколько лётчиков. Выслушав доклад о ходе сборов, командующий ВВС РККА Пётр Баранов предложил «продемонстрировать выброску группы вооружённых парашютистов для диверсионных действий на территории „противника“». 2 августа десант был выброшен в составе двух групп по 6 человек; одной руководил Минов, другой — его помощник Яков Мошковский.
2 августа 1930 года на учениях авиации (ВВС) Московского военного округа под Воронежем впервые было выброшено на парашютах десантное подразделение в количестве 12 человек для выполнения тактической задачи. Этот эксперимент позволил военным теоретикам увидеть перспективу преимущества парашютно-десантных частей, их огромные возможности, связанные с быстрым охватом противника по воздуху.
2 августа 1930 года стало днём рождения воздушно-десантных войск. Первое подразделение ВДВ сформировано в 1931 году, в Ленинградском военном округе на базе знаменитой 11-й стрелковой дивизии, авиационный моторизованный десантный (авиамотодесантный) отряд насчитывал 164 человека, по штату. Командиром отряда (сводное формирование) был назначен Е. Д. Лукин.
До 1946 года ВДВ находились в составе ВВС РККА. С 1946 года — в составе сухопутных войск (СВ СССР), но в непосредственном подчинении министру обороны.

### После распада СССР

#### Формирование ВДВ Российской Федерации
После распада СССР начался процесс разделения Вооружённых сил СССР, в ходе которого воинские части, соединения и объединения разделялись под юрисдикцию между бывшими союзными республиками. Та же участь постигла и Воздушно-десантные войска СССР.
12 мая 1992 года в Ташкенте прошла встреча президентов России, Казахстана, Кыргызстана и Узбекистана, по итогам которой произошло окончательное разделение соединений воздушно-десантных войск. Официально ВДВ России появились в 1992 году.
По итогам раздела бывших воздушно-десантных войск СССР, в состав сформированных ВДВ Российской Федерации вошли все воздушно-десантные дивизии и бригады, которые на момент распада СССР находились на территории РСФСР.
Кроме них в состав ВДВ Российской Федерации вошли:
- 21-я отдельная десантно-штурмовая бригада — была выведена из Грузии в 1992 году;
- 104-я гвардейская воздушно-десантная ордена Кутузова дивизия — была выведена из Азербайджана весной 1993 года;
- 56-я отдельная гвардейская десантно-штурмовая бригада — была выведена из Туркменистана в 1992 году;
- 44-я учебная воздушно-десантная дивизия — была выведена из Литвы в 1993 году;
- 7-я гвардейская воздушно-десантная Краснознамённая, орденов Суворова и Кутузова дивизия — была выведена из Литвы в 1993 году.
- 98-я гвардейская воздушно-десантная Свирская Краснознамённая, ордена Кутузова дивизия имени 70-летия Великого Октября — частично была выведена с Украины и из Молдавии в 1993 году, за исключением небольшой части личного состава. Часть личного состава 217-го гвардейского парашютно-десантного полка, которая присягнула Украине, в последующем послужила основой для формирования 25-й отдельной Днепропетровской воздушно-десантной бригады[7];

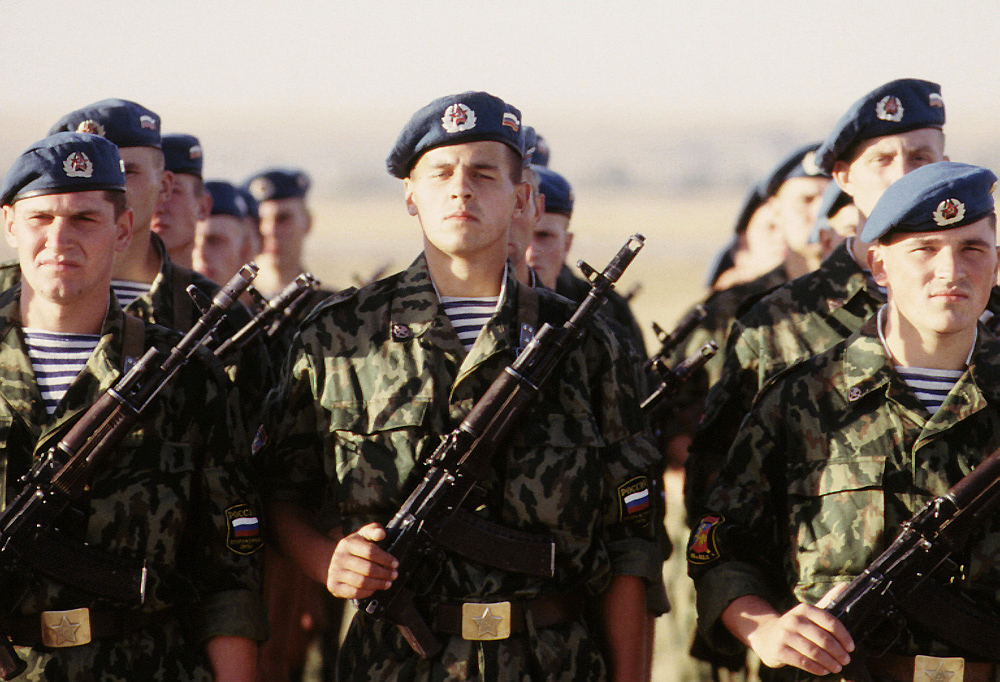
Российские десантники 106-й гв. вдд во время учений в Казахстане. 1999 год
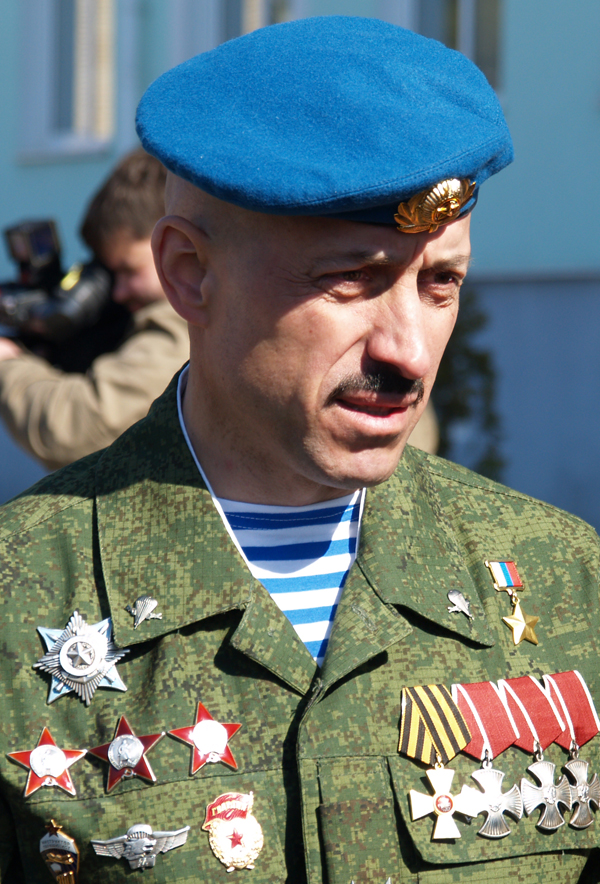
Голубой берет воздушно-десантных войск. Герой России Анатолий Лебедь

#### Состав ВДВ на 1993 год
По итогам раздела бывших ВДВ СССР, после передислокации всех соединений и бригад, которые были выведены с территории союзных республик, Россия располагала к 1993 году следующими соединениями, бригадами и воинскими частями:
- 7-я гвардейская воздушно-десантная Краснознамённая, орденов Суворова и Кутузова дивизия — Новороссийск;
- 76-я гвардейская воздушно-десантная Черниговская Краснознамённая, ордена Кутузова дивизия — Псковская область;
- 98-я гвардейская воздушно-десантная Свирская Краснознамённая, ордена Кутузова дивизия имени 70-летия Великого Октября (217-й парашютно-десантный полк, 299-й парашютно-десантный полк (кадрированый) и 1065-й артиллерийский полк) — Иваново;
- 104-я гвардейская воздушно-десантная ордена Кутузова дивизия — Ульяновск;
- 106-я гвардейская воздушно-десантная Тульская Краснознамённая ордена Кутузова дивизия — Тула и Рязань;
- 44-я учебная воздушно-десантная дивизия — Омск[9];
- 56-я отдельная гвардейская десантно-штурмовая Краснознамённая, орденов Кутузова и Отечественной войны Донская казачья бригада — Камышин Волгоградской области;
- 21-я отдельная десантно-штурмовая бригада — Ставрополь;
- 36-я отдельная десантно-штурмовая бригада — Гарболово Ленинградской области;
- 37-я отдельная воздушно-десантная бригада — Черняховск Калининградской области;
- 83-я отдельная гвардейская десантно-штурмовая бригада — Уссурийск;
- 11-я отдельная гвардейская десантно-штурмовая бригада — Улан-Удэ;
- 13-я отдельная десантно-штурмовая бригада — Магдагачи и Завитинск Амурской области;
- 345-й гвардейский парашютно-десантный Венский Краснознамённый, ордена Суворова полк имени 70-летия Ленинского комсомола — Гудаута, Абхазия;
  - 196-й отдельный полк связи — Медвежьи Озёра Московской области[10].

В 1994 году на базе двух батальонов специального назначения был создан 45-й отдельный гвардейский орденов Кутузова и Александра Невского полк специального назначения с дислокацией в Кубинке в Подмосковье.

#### Реформы ВДВ в 1990-х годах

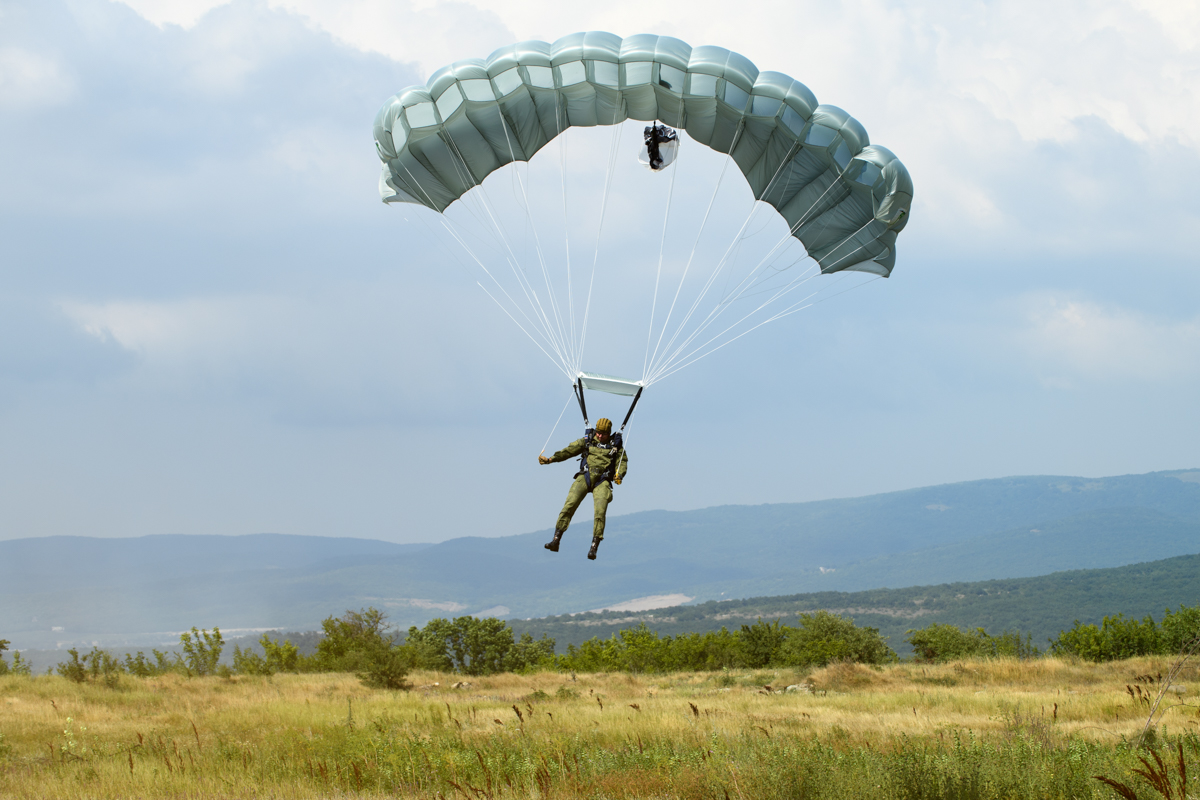
Тренировка по точному десантированию на управляемых парашютных системах «Арбалет-2» разведывательного батальона 7-й гв. дшд в ходе учения «Славянское братство-2018» (полигон Раевский, Краснодарский край).
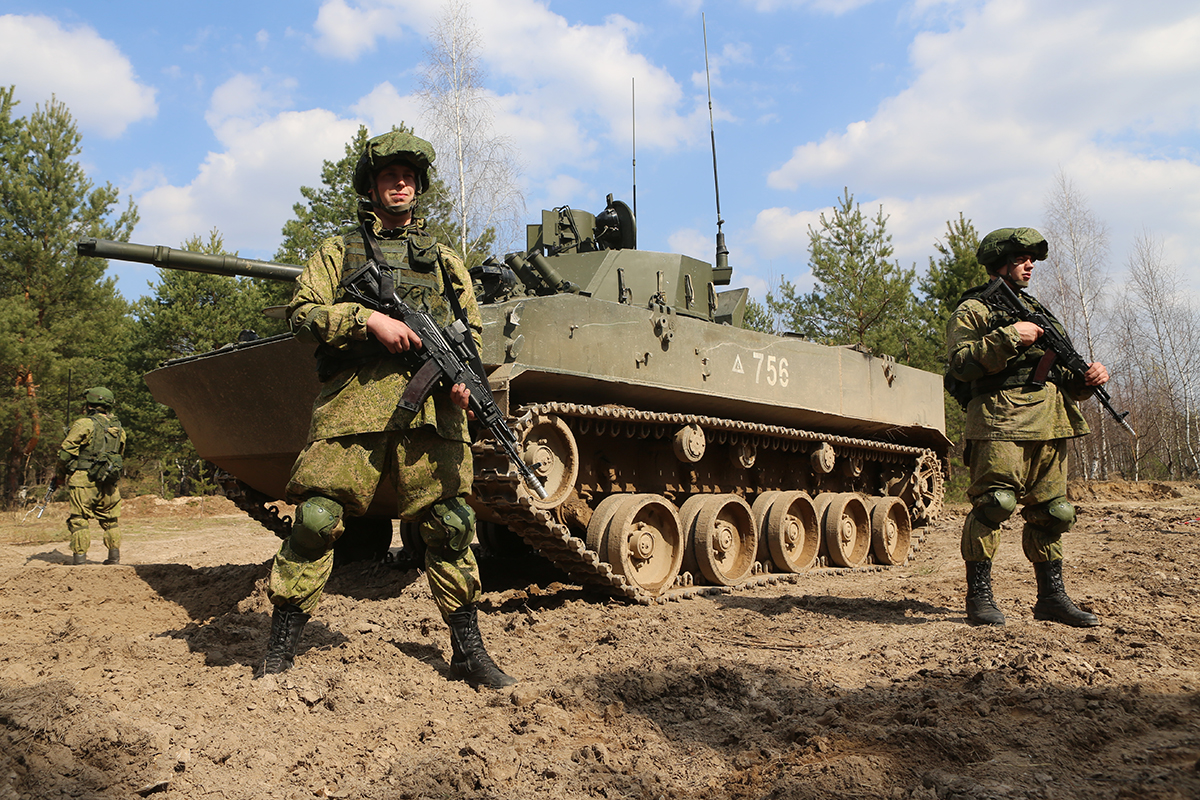
Первое учение 137-го гв. пдп с массовым применением новейших боевых машин БМД-4М и БТР-МДМ.

В 1996 году на должность министра обороны Российской Федерации был назначен генерал армии Игорь Родионов, который выступил с предложением о кардинальном реформировании вооружённых сил. По его плану подлежали сокращению все рода войск, включая ВДВ. Его планом предусматривалось сокращение ВДВ до трёх воздушно-десантных дивизий (вместо шести) и трёх бригад (которые должны были войти в создаваемые Мобильные силы).
До ухода в отставку в 1997 году, Родионову удалось сократить численность ВДВ с 64 до 47 тысяч человек.
Были расформированы и переформированы следующие соединения и части:
- 13-я отдельная десантно-штурмовая бригада — расформирована;
- 36-я отдельная десантно-штурмовая бригада — расформирована;
- 37-я отдельная воздушно-десантная бригада — расформирована (1994 год)
- 104-я гвардейская воздушно-десантная ордена Кутузова дивизия переформирована в 31-ю гвардейскую десантно-штурмовую ордена Кутузова бригаду;
- 21-я отдельная десантно-штурмовая бригада переформирована в 247-й гвардейский парашютно-десантный полк 7-й гв. вдд;
- 56-я отдельная гвардейская десантно-штурмовая бригада переформирована в 56-й гвардейский десантно-штурмовой полк в составе 20-й гвардейской мотострелковой дивизии;
- 345-й гвардейский парашютно-десантный полк — расформирован к 30 апреля 1998 года.

Сменивший Родионова на посту Министра обороны Российской Федерации Игорь Сергеев также внёс вклад в принижение роли и оперативных возможностей ВДВ, передав всю имевшуюся армейскую авиацию Сухопутных войск под командование ВВС. В общей сложности было передано более 20 вертолётных полков, 10 баз хранения вертолётов и Сызранское вертолётное училище, что значительно снизило мобильность ВДВ. ВДВ были переданы в подчинение Сухопутным войскам. Позже это решение было признано ошибочным и отменено.

### Война с Украиной
ВДВ РФ принимают участие в войне с Украиной. В 2022 году на войну с Украиной было отправлено 30 тыс. десантников. По оценке разведки Великобритании, на середину 2023 года число безвозвратных потерь (убитых и серьёзно раненых) составило около 50 %.

## Боевая подготовка
ВДВ РФ принимает участие в учениях:
- Славянское братство 2018 — совместные российско-сербско-белорусские учения в период с 26 по 28 июня 2018 года на полигоне «Раевский» под Новороссийском[15].

## Знаки различия Воздушно-десантных войск Российской Федерации

### Нарукавные нашивки

Новая общая нашивка ВДВ России

### Эмблема

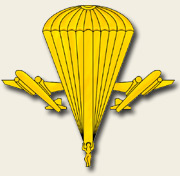
Знак различия на погоны и углы воротников

## Командующие Воздушно-десантными войсками РФ

Штандарт командующего ВДВ России

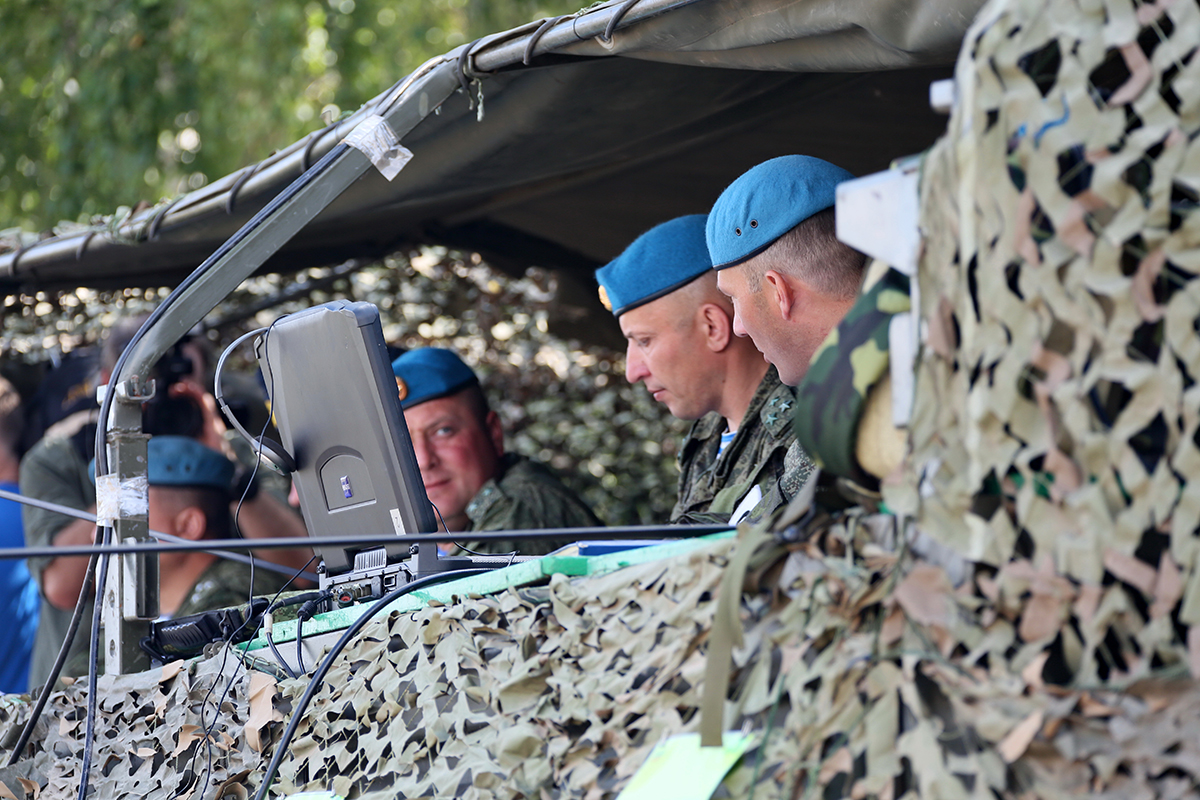
Завершение под Рязанью полковых тактических учений 106-й гв. вдд.

### Командующие ВДВ
- Генерал-полковник Подколзин, Евгений Николаевич (май 1992 — декабрь 1996)[16]
- Генерал-полковник Шпак, Георгий Иванович (4 декабря 1996 — сентябрь 2003)[17]
- Генерал-полковник Колмаков, Александр Петрович (8 сентября 2003 — ноябрь 2007)[18]
- Генерал-лейтенант Евтухович, Валерий Евгеньевич (19 ноября 2007 — 6 мая 2009)[19]
- Генерал-лейтенант Игнатов, Николай Иванович (и. о. 6 мая 2009 — 24 мая 2009)
- Генерал-полковник Шаманов, Владимир Анатольевич (24 мая 2009 — 4 октября 2016)[20]
- Генерал-полковник Сердюков, Андрей Николаевич (4 октября 2016 — 16 июня 2022)[21][нет в источнике]
- генерал-полковник Теплинский, Михаил Юрьевич (с 16 июня 2022)[22]

## Руководство ВДВ
- Командующий Воздушно-десантными войсками — генерал-полковник Теплинский, Михаил Юрьевич
- Первый заместитель командующего Воздушно-десантными войсками — начальник штаба генерал-лейтенант Концевой Анатолий Георгиевич
- Заместитель командующего Воздушно-десантными войсками по коллективным силам оперативного реагирования и миротворческой деятельностью — генерал-лейтенант Холзаков Андрей Владимирович
- Заместитель командующего Воздушно-десантными войсками по воздушно-десантной подготовке — генерал-лейтенант Вязников Александр Юрьевич
- Заместитель командующего Воздушно-десантными войсками по боевой подготовке — генерал-майор Волык Сергей Николаевич
- Заместитель командующего Воздушно-десантными войсками по военно-политической работе — генерал-майор Ерусланов И.Ф
- Заместитель командующего Воздушно-десантными войсками по материально-техническому обеспечению — генерал-майор Тимергазин Нариман Камильевич
- Заместитель командующего Воздушно-десантными войсками по строительству и расквартированию — генерал-майор Шевченко Леонид Анатольевич
- Заместитель командующего Воздушно-десантными войсками — генерал-майор Чобан Николай Петрович

## Численность
По неофициальным данным, озвученным ТАСС (неназванный источник в Министерстве обороны) на 2015 год, численность ВДВ России составляла 45 000 военнослужащих.
По зарубежным оценкам на 2017 год, личный состав ВДВ насчитывает 45 000 военнослужащих.
21 декабря 2022 года, на Коллегии Министерства обороны, министр обороны Сергей Шойгу заявил, что дополнительно будут сформированы две десантно-штурмовые дивизии.
2 августа 2023 года командующий ВДВ генерал-полковник Теплинский заявил о запланированном воссоздании 104-й гвардейской десантно-штурмовой дивизии. Воссоздание запланировано к 1 декабря 2023 года.
В 2022 году в соединения ВДВ поставлено более двух тысяч единиц техники и 5,5 тысяч парашютных систем. В результате огневые возможности подразделений возрастут на 20 %, а боевой потенциал — в 1,3 раза.

## Состав

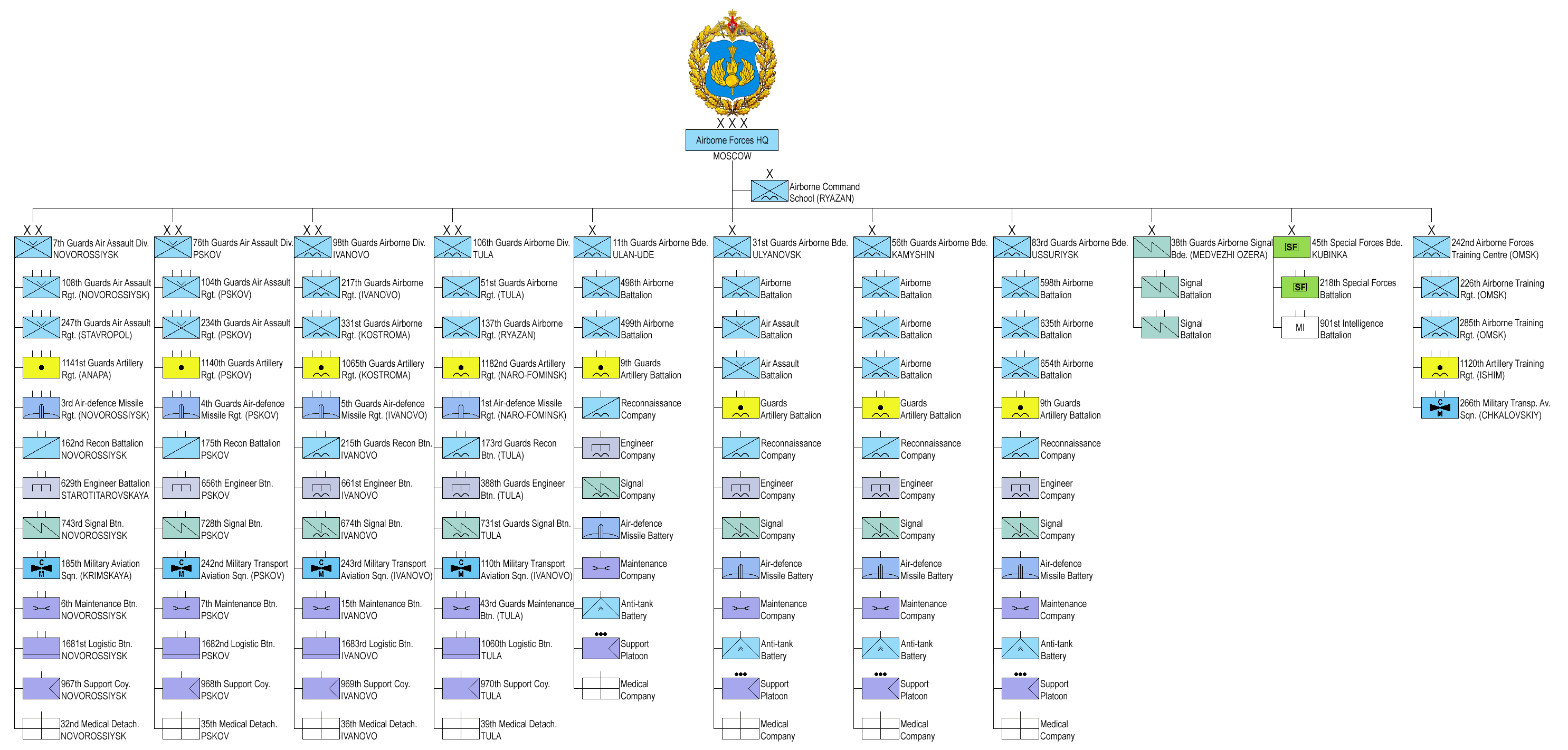
ОШС ВДВ РФ на 2016 год.

Состав ВДВ включает три главных компонента:
- десантно-штурмовой;
- парашютно-десантный;
- десантно-штурмовой (горный).

| 32364 | 11-я отдельная гвардейская десантно-штурмовая бригада                                                        | г. Улан-Удэ     |
| 71289 | 83-я отдельная гвардейская десантно-штурмовая бригада                                                        | г. Уссурийск    |
| | 52-я гвардейская артиллерийская бригада                                                                      | г. Новороссийск |
| | 91-я отдельная мобильная бригада материально-технического обеспечения                                        | г. н/д          |
| 7-я гвардейская десантно-штурмовая Краснознамённая, орденов Александра Невского, Суворова и Кутузова дивизия | |                 |
| 74507 | 56-й гвардейский десантно-штурмовой ордена Отечественной войны Донской казачий полк                          | г. Феодосия     |
| 42091 | 108-й гвардейский десантно-штурмовой ордена Красной Звезды Кубанский казачий полк                            | г. Новороссийск |
| 54801 | 247-й гвардейский десантно-штурмовой Кавказский казачий полк                                                 | г. Ставрополь   |
| 76-я гвардейская десантно-штурмовая Черниговская Краснознамённая, орденов Суворова и Кутузова дивизия        | |                 |
| 32515 | 104-й гвардейский десантно-штурмовой Краснознамённый, ордена Кутузова полк                                   | п. Черёха       |
| 74268 | 234-й гвардейский десантно-штурмовой Черноморский ордена Кутузова полк имени Александра Невского             | г. Псков        |
| 12865 | 237-й гвардейский десантно-штурмовой Торуньский Краснознамённый, орденов Александра Невского и Суворова полк | г. Псков        |
| 98-я гвардейская воздушно-десантная Свирская Краснознамённая, орденов Кутузова и Александра Невского дивизия | |                 |
| 62295 | 217-й гвардейский парашютно-десантный Ивановский ордена Кутузова полк                                        | г. Иваново      |
| | 299-й гвардейский парашютно-десантный ордена Кутузова полк                                                   | г. Ярославль    |
| 71211 | 331-й гвардейский парашютно-десантный ударный Костромской ордена Кутузова полк                               | г. Кострома     |
| 104-я гвардейская десантно-штурмовая орденов Суворова и Кутузова дивизия                                     | |                 |
| 01011 | 328-й гвардейский десантно-штурмовой полк                                                                    |                 |
| 51854 | 337-й гвардейский десантно-штурмовой полк                                                                    |                 |
| 33702 | 345-й десантно-штурмовой полк имени Героя Советского Союза генерал-полковника В. А. Востротина               | г. Ульяновск    |
| 106-я гвардейская воздушно-десантная Тульская Краснознамённая, орденов Суворова и Кутузова дивизия           | |                 |
| 33842 | 51-й гвардейский парашютно-десантный Краснознамённый, ордена Суворова полк имени Дмитрия Донского            | г. Тула         |
| | 119-й гвардейский парашютно-десантный ордена Александра Невского полк                                        |                 |
| 41450 | 137-й гвардейский парашютно-десантный Рязанский ордена Красной Звезды Кубанский казачий полк                 | г. Рязань       |

### Воинская часть специального назначения
- 45-я отдельная гвардейская орденов Кутузова и Александра Невского бригада специального назначения, в/ч 28337 (Кубинка)[34].

### Воинские части обеспечения
- 38-я гвардейская бригада управления (д. Медвежьи Озера, Московская область);[35][36]
- 33-й отдельный ремонтно-эвакуационный полк (Московская область)[37]
- 35-й отдельный медицинский отряд ВДВ — Псков.
- 309-й Центр специальной парашютной подготовки ВДВ — Рязань[38]
- 91-я отдельная бригада материально-технического обеспечения (г. Тула)

### Учебные заведения
- Рязанское гвардейское высшее воздушно-десантное командное училище (Рязань);
- Ульяновское гвардейское суворовское военное училище Воздушно-десантных войск (Ульяновск)[39];
- Омский кадетский военный корпус ВДВ (Омск);
- 242-й учебный центр ВДВ (Омск)[40];

## Галерея

Эмблемы ВДВ СССР и России
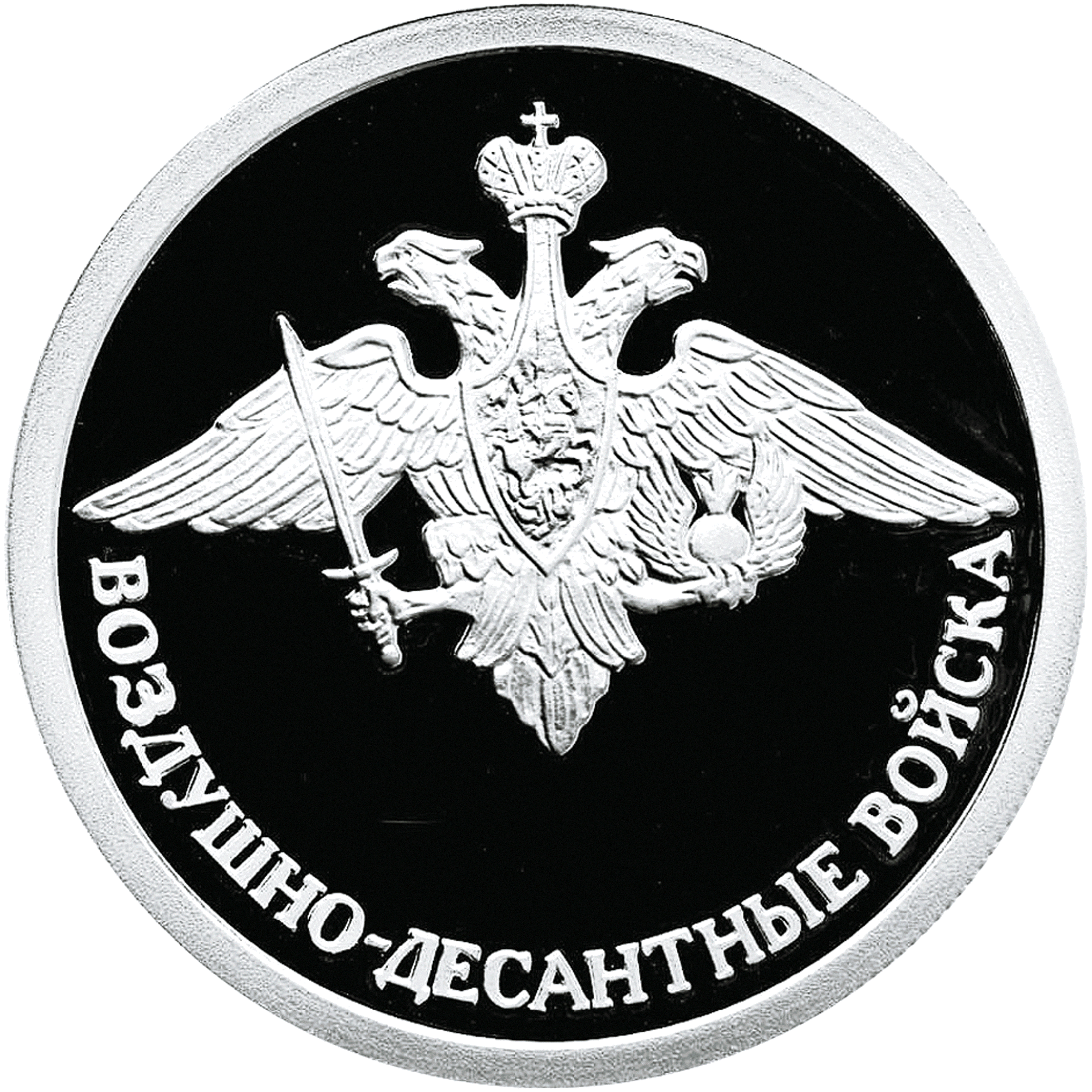
Реверс памятной монеты Банка России, посвящённой ВДВ (серия 2006 года), с эмблемой ВДВ.
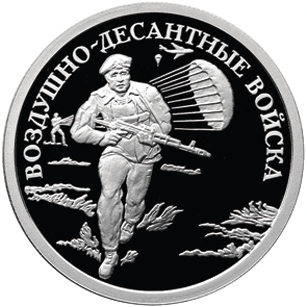
... с изображением современного десантника.
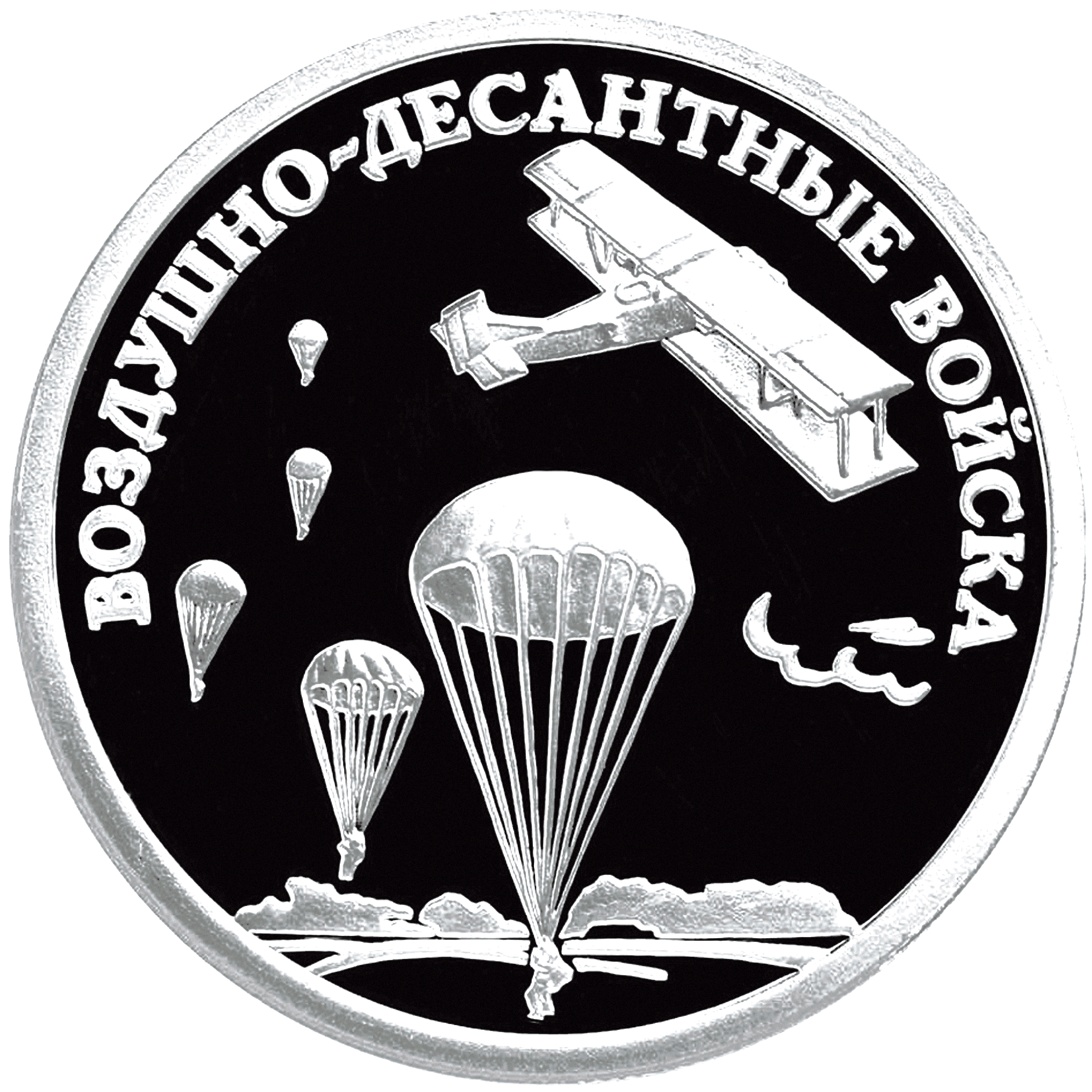
... с высадкой воздушного десанта в начале 30-х годов XX века.
Малая эмблема ВДВ.
Средняя эмблема ВДВ.
Большая эмблема командования ВДВ.
Штандарт командующего ВДВ.

Военнослужащие ВДВ России
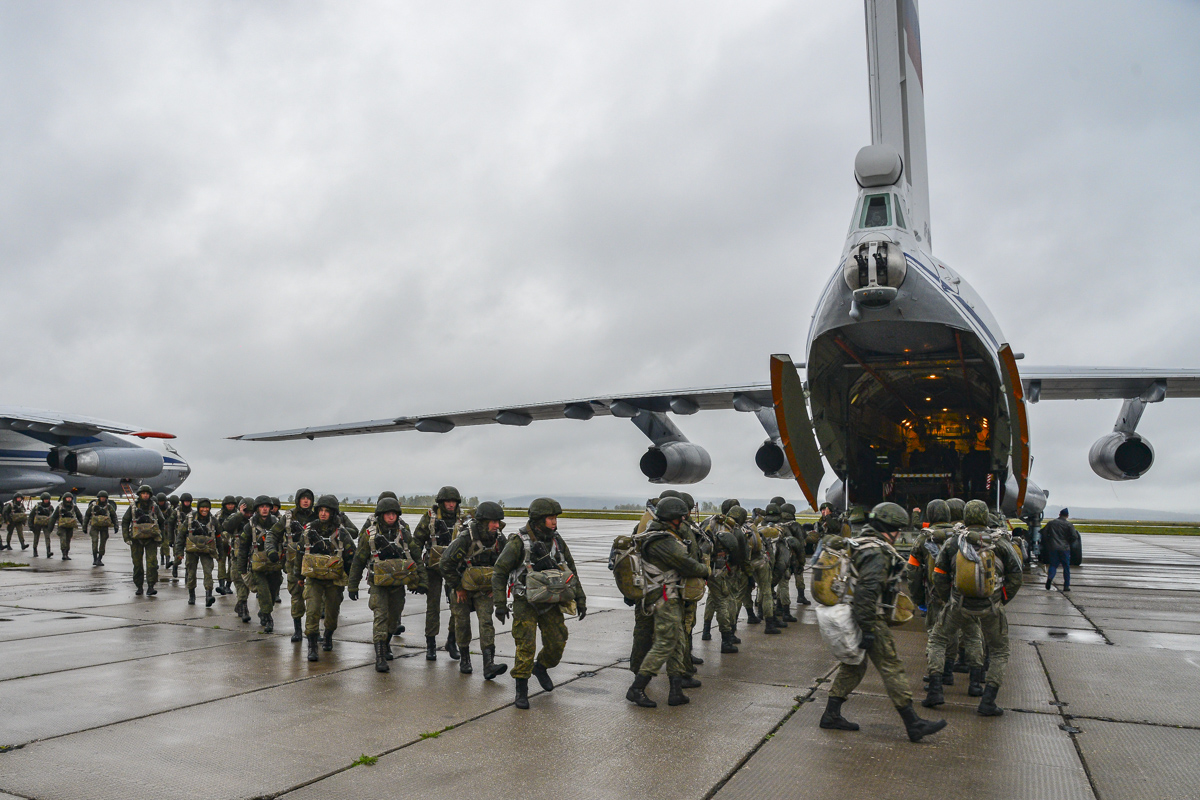
Десантники 11-й гв. одшбр во время учений Восток-2018
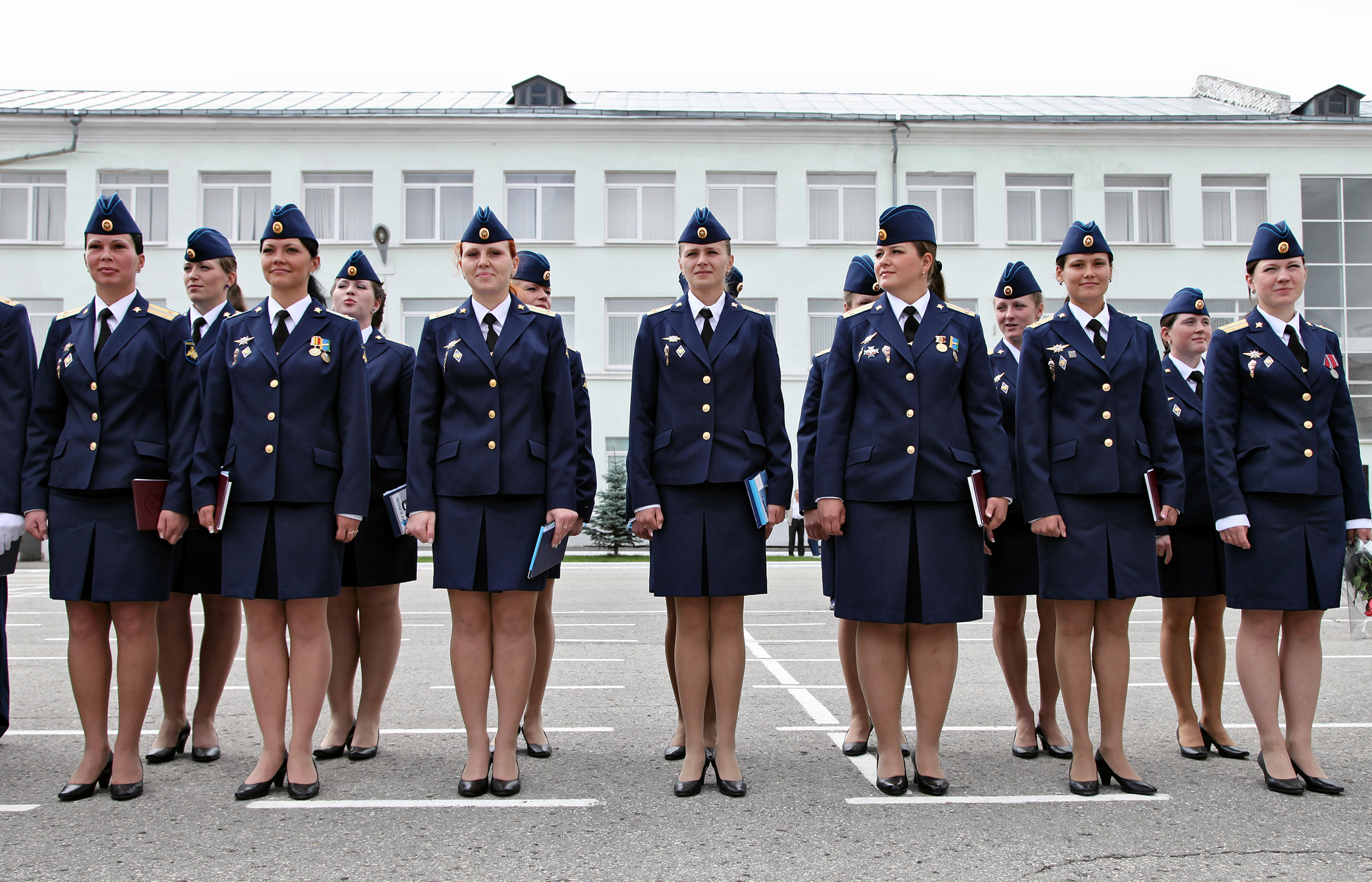
Выпускницы РВВДКУ
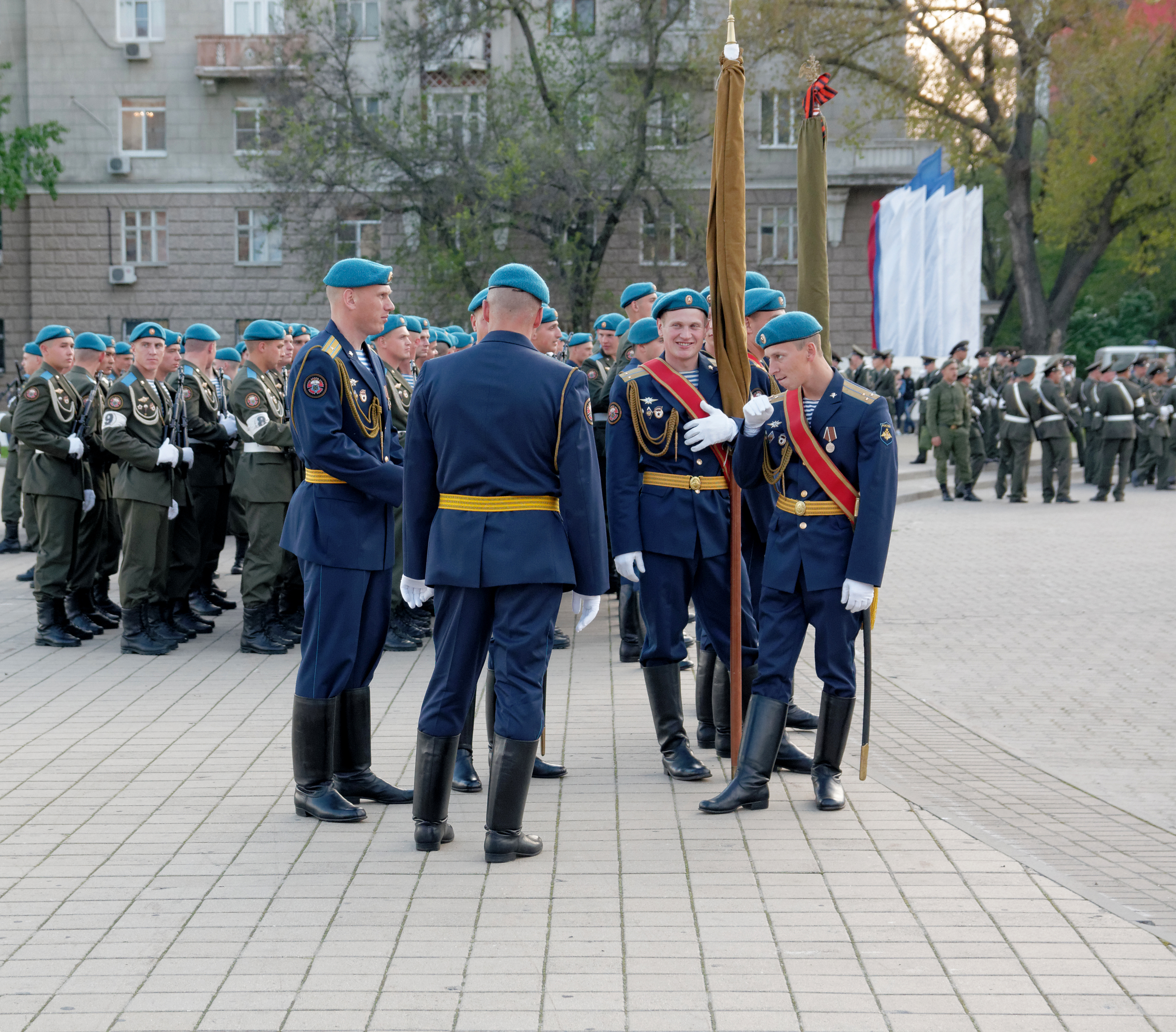
Ростов-на-Дону, Репетиция Парада Победы
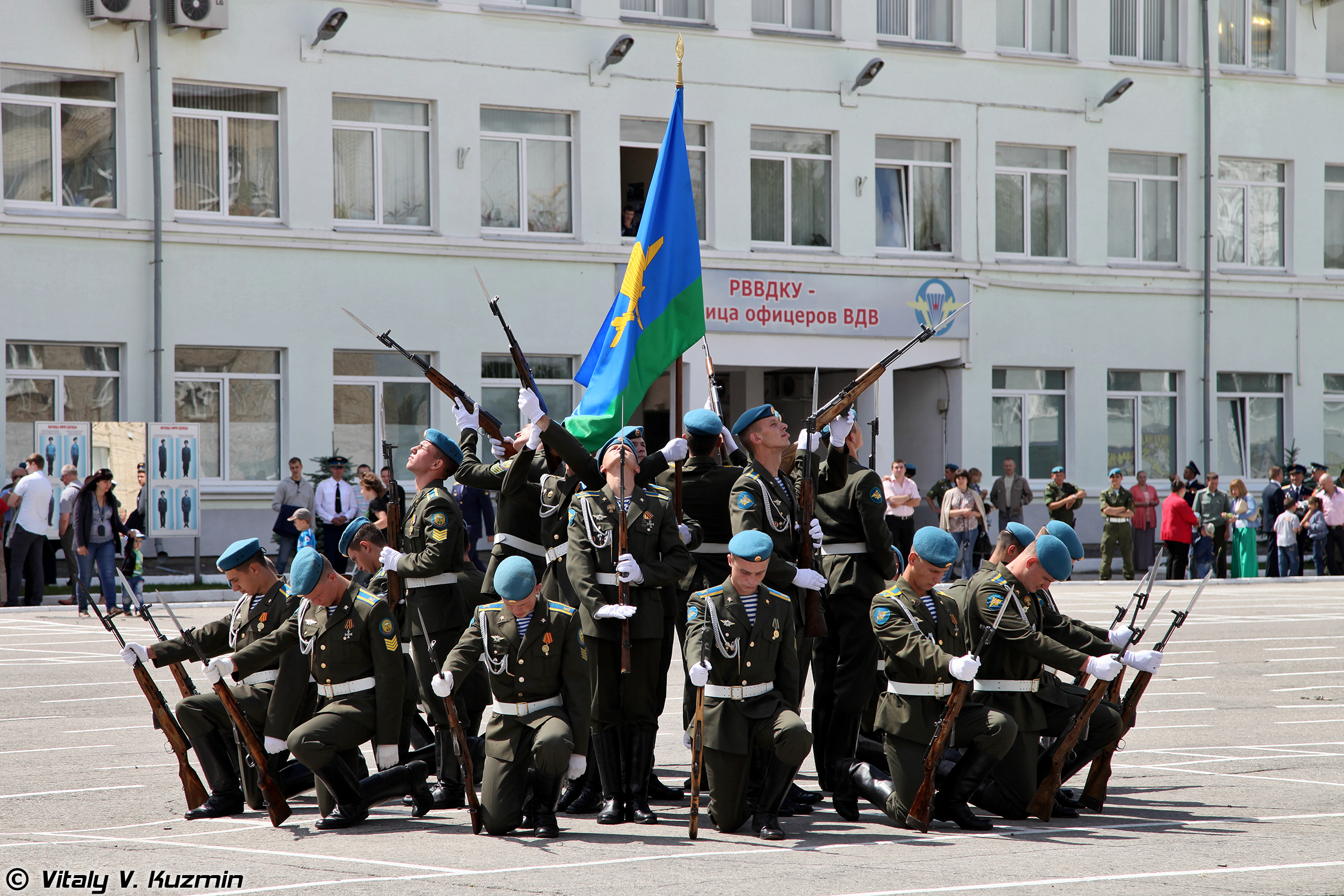
Выступление почётного караула РВВДКУ
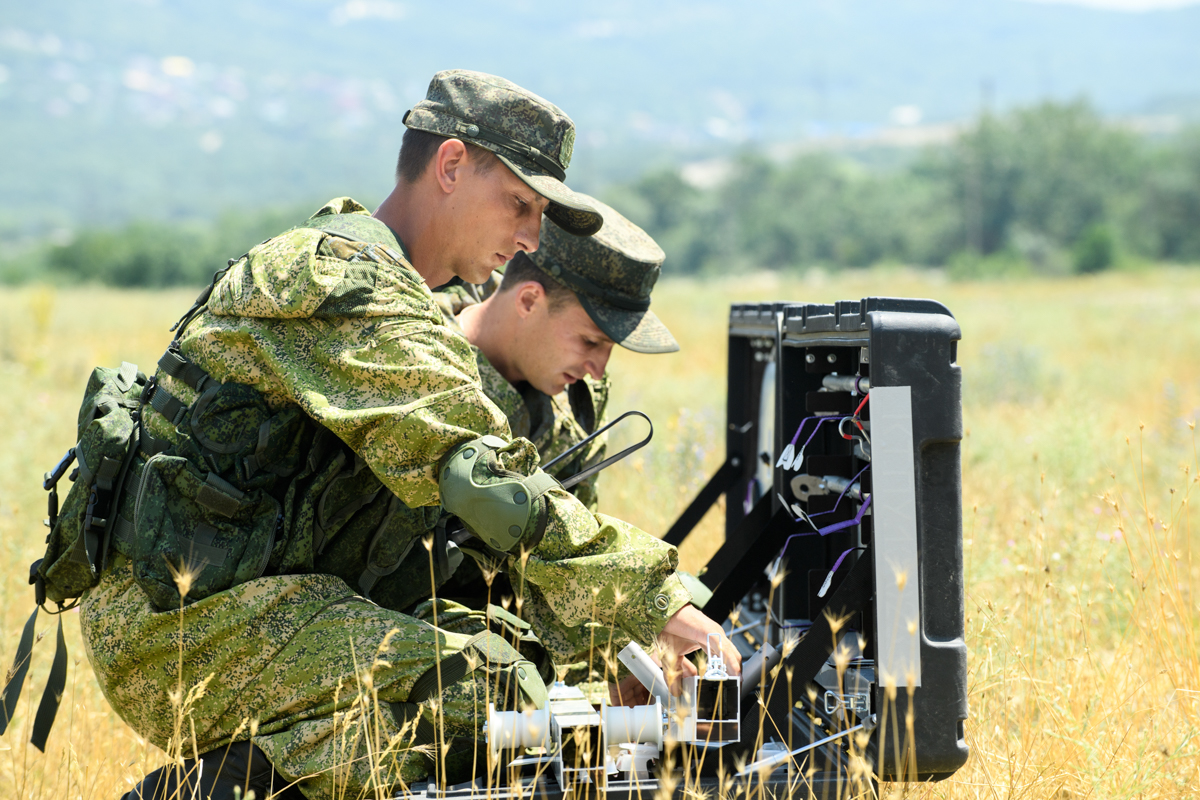
Расчёт БЛА «Орлан-10» 7-й гв. дшд
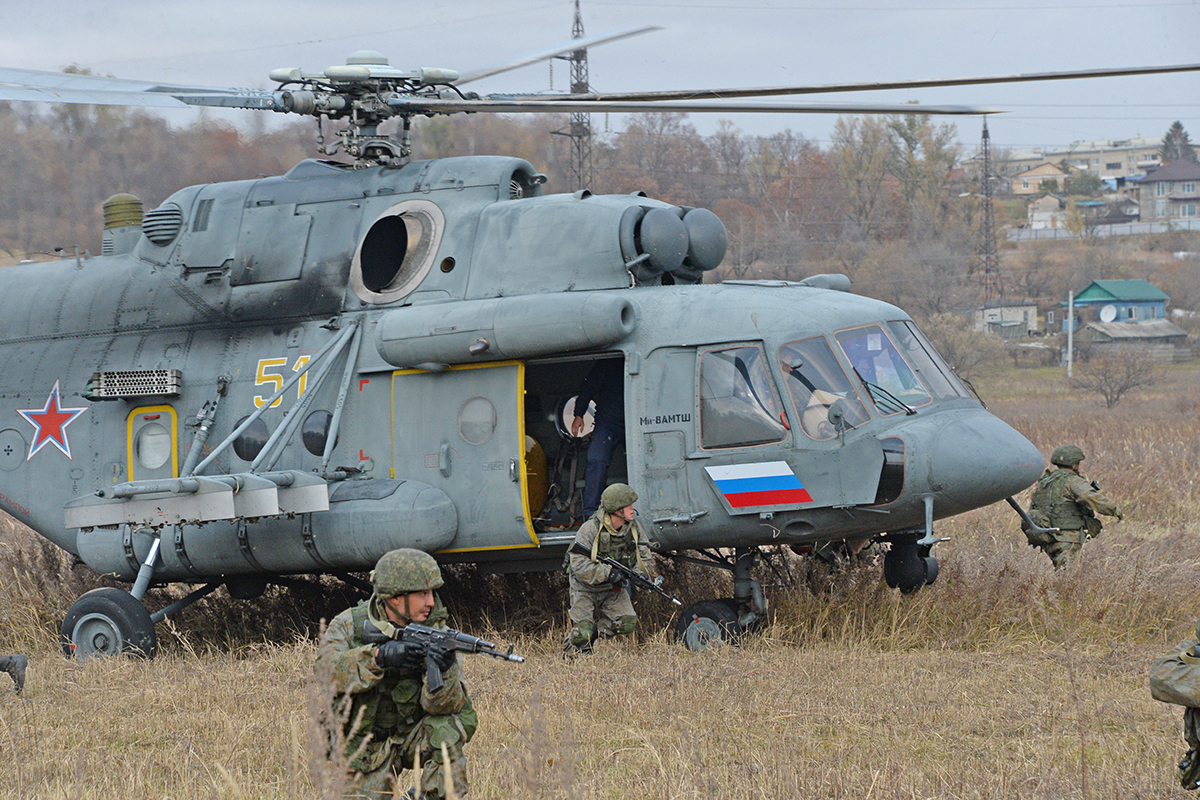
Десантники 83-й гв. одшбр в ходе учения.
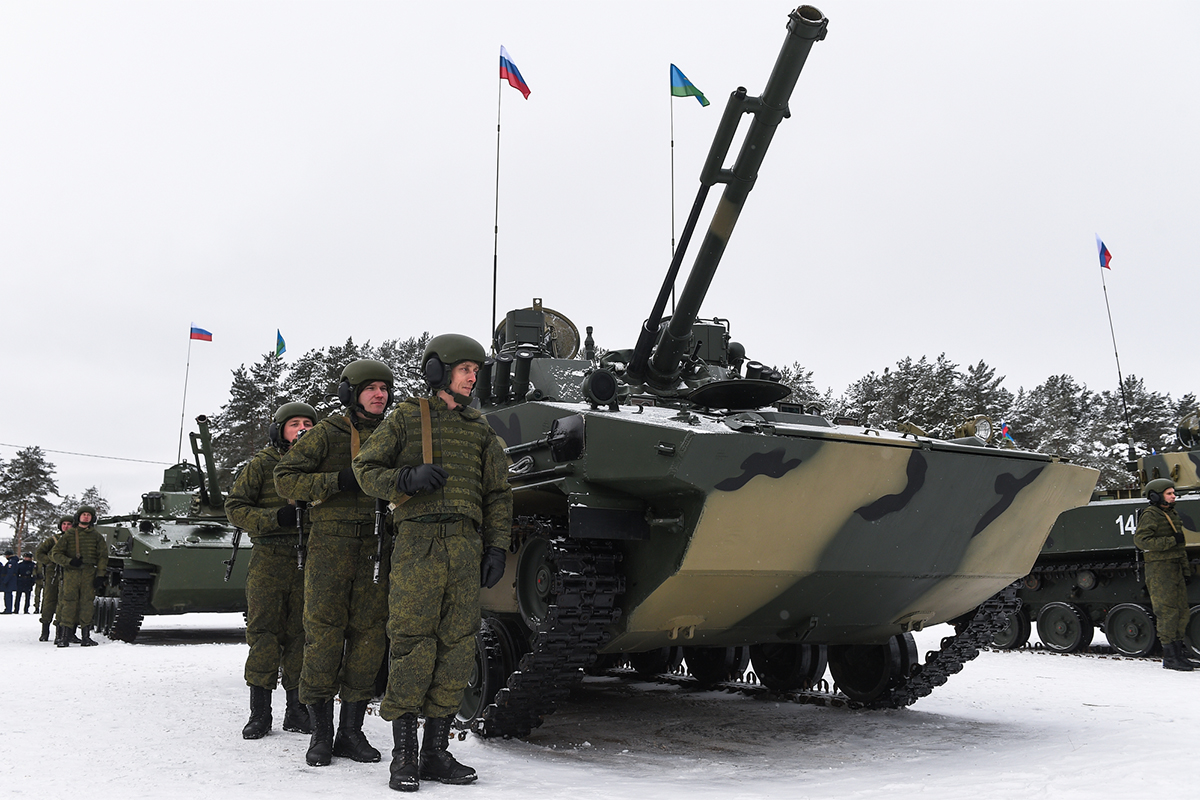
Десантники 104-го гв. дшп
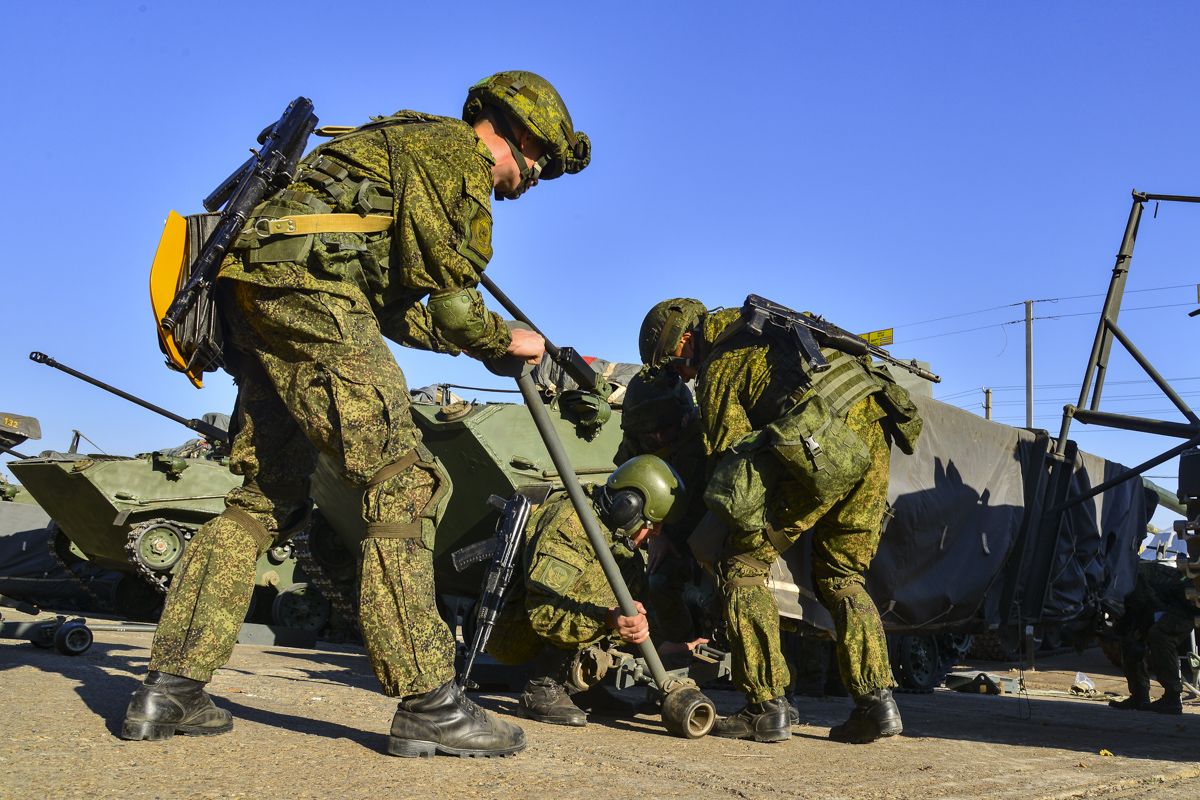
Десантники 56-й гв. одшбр
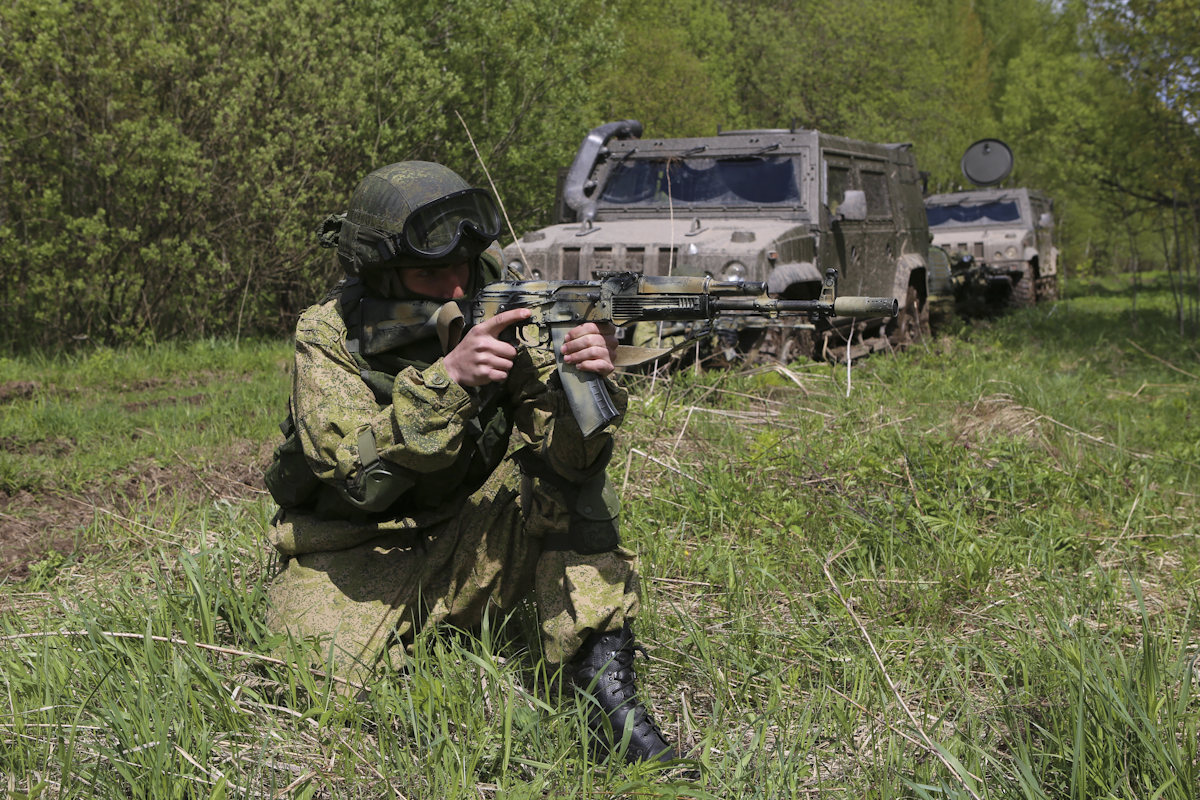
Разведчик 106-й гв. вдд
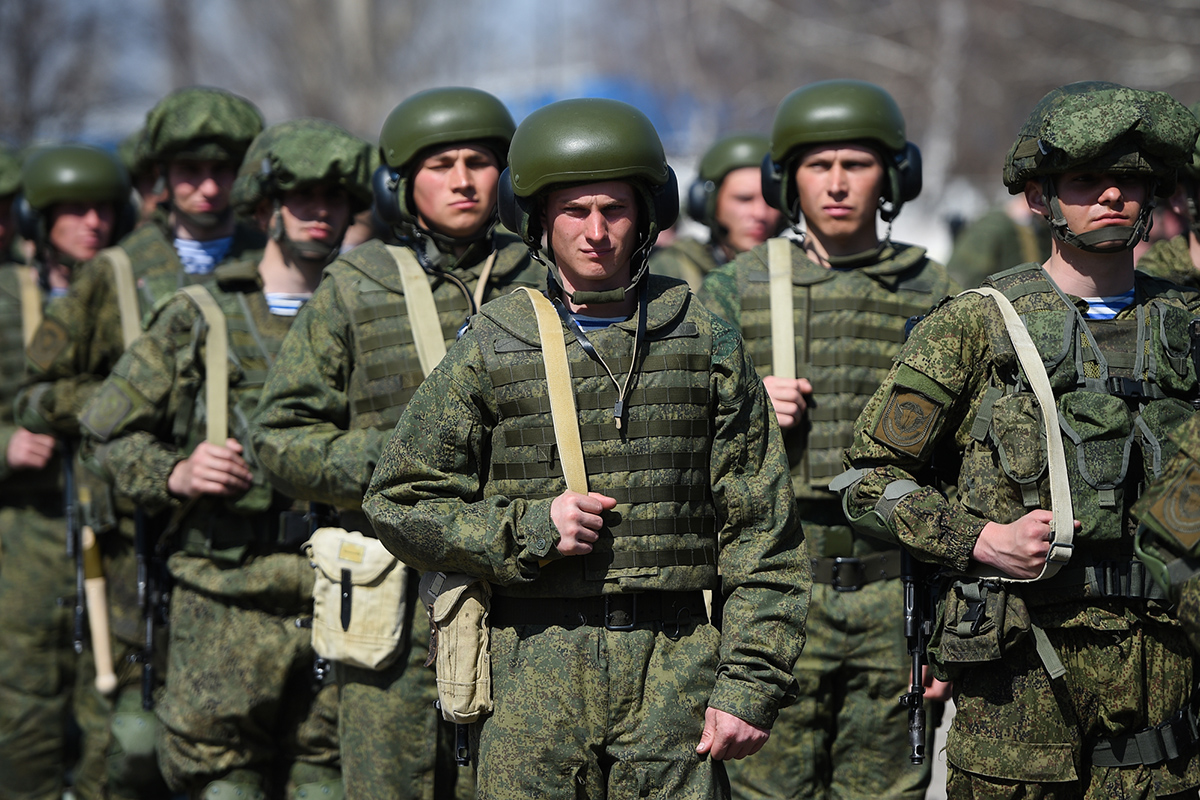
Десантники 31-й гв. одшбр

## Санкции
16 декабря 2022 года, на фоне вторжения России на Украину, Воздушно-десантные войска Российской Федерации внесены в санкционный список всех стран Евросоюза так как «они славно приняли участие в войне России против Украины. Следовательно, они несут ответственность за действия, которые подрывают или угрожают территориальной целостности, суверенитету и независимости Украины».
Также Воздушно-десантные войска Российской Федерации внесены в санкционный список Швейцарии